# Manuel Rivas Pastor
Manuel Rivas Pastor (* 13. Juli 1960 in Jaén) ist ein spanischer Schachspieler.
Die spanische Einzelmeisterschaft konnte er viermal gewinnen: 1978, 1979, 1981 und 1991. Er spielte für Spanien bei fünf Schacholympiaden: 1978, 1980, 1984, 1988 und 1992. Außerdem nahm er zweimal an den europäischen Mannschaftsmeisterschaften (1989 und 1992) teil.
In Spanien hat er für Círculo Mercantil Sevilla, CA Centelles, CA La Caja de Canarias, C.A. Villa de Teror, CA Tiendas UPI Mancha Real, CA Reverté Albox-Unicaja und CA Reverté Albox (CA Reverté Albox-UAL) gespielt.
Im Jahr 1980 wurde er Internationaler Meister, seit 1987 trägt er den Titel Großmeister. Seine bisher höchste Elo-Zahl war 2559 im September 2011.
| Hier fehlt eine Grafik, die leider im Moment aus technischen Gründen nicht angezeigt werden kann. Wir arbeiten daran! |